# مؤسسة تكنولوجيا نيويورك كلية نيويورك للطب التقويمي
مؤسسة تكنولوجيا نيويورك كلية نيويورك للطب التقويمي (بالإنجليزية: New York Institute of Technology New York College of Osteopathic Medicine)‏ هي إحدى الكليات لتدريس الطب في الولايات المتحدة الأمريكية. تقع في مدينة أولد ويستبري في ولاية نيويورك الأمريكية. نوع الشهادة الطبية التي يتم تحصيلها هناك هي دو.